# Jonas Gahr Støre
Jonas Gahr Støre (Oslo, 25 augustus 1960) is een Noors politicus en voorzitter van de Det Norske Arbeiderpartiet. Sinds 14 oktober 2021 is hij premier van Noorwegen. Eerder was hij onder meer minister van Buitenlandse Zaken (2005–2012) en minister van Volksgezondheid (2012–2013) in het kabinet-Stoltenberg II.

## Biografie
Støre volgde een training tot marineofficier in Noorwegen en studeerde van 1981 tot en met 1985 politicologie aan het Institut d'Études Politiques de Paris in Frankrijk. Na zijn studie ging hij in 1986 aan de slag als docent bij het Harvard Negotiation Project van de Harvard-universiteit. Datzelfde jaar nog verruilde hij deze positie voor een baan als onderzoeker aan Handelshøyskolen BI, waar hij tot en met 1989 werkzaam was. Dat jaar werd hij aangesteld als bijzonder adviseur voor Gro Harlem Brundtland. Daarna vervulde Støre diverse andere publieke functies, waaronder die van Noors ambassadeur bij de Verenigde Naties, uitvoerend directeur bij de Wereldgezondheidsorganisatie (1998–2000) en secretaris-generaal van het Noorse Rode Kruis (2003–2005).

### Minister en parlementslid
In 1995 werd Støre lid van de sociaaldemocratische Arbeiderspartij (Arbeiderpartiet). Hij was onder meer actief als stafchef van premier Jens Stoltenberg tijdens diens eerste kabinet (2000–2001). In oktober 2005 werd Støre aangesteld als minister van Buitenlandse Zaken in het kabinet-Stoltenberg II, een functie die hij zeven jaar zou bekleden. Hij kwam internationaal in het nieuws toen hij tijdens een werkbezoek aan de Afghaanse hoofdstad Kabul in 2008 te maken kreeg met een aanslag op het hotel waar hij verbleef. Hierbij vielen zeven doden en zes gewonden; Støre zelf bleef ongedeerd. De toenmalige secretaris-generaal van de Verenigde Naties, Ban Ki-Moon, verklaarde dat Støre het doelwit van de aanslag was, maar dit werd ontkend door de Taliban, die de terreurdaad hadden opgeëist.
Bij een kabinetsherschikking in september 2012 verruilde Støre zijn ministerschap van Buitenlandse Zaken voor dat van Volksgezondheid. Hiermee volgde hij Anne-Grete Strøm-Erichsen op. Hij bleef minister tot 16 oktober 2013, toen na de parlementsverkiezingen van dat jaar een nieuwe, conservatieve regering aantrad zonder de Arbeiderspartij.
Støre werd bij de parlementsverkiezingen van 2009 verkozen tot parlementslid in het Storting, als afgevaardigde van Oslo. In 2013 werd hij herkozen.

### Partijleider en premier
Toen Jens Stoltenberg in juni 2014 aftrad als voorzitter van de Arbeiderspartij, werd Støre gekozen als zijn opvolger. Naast partijleider werd hij hiermee ook oppositieleider in het Noorse parlement. Bij de parlementsverkiezingen van 2017 trad hij voor het eerst aan als lijsttrekker en premierskandidaat. Zijn partij bleef (ondanks enkele zetels verlies) de grootste van het land, maar slaagde er niet in een coalitie te vormen. Na nog eens vier jaar oppositie voeren kreeg Støre bij de parlementsverkiezingen van 2021 opnieuw een kans. De sociaaldemocraten verloren wederom een zetel, maar kregen desondanks zicht op een meerderheidscoalitie met de Centrumpartij en de Linkse Socialistische Partij. Door het afhaken van laatstgenoemde partij werd uiteindelijk een minderheidsregering geformeerd tussen Arbeiderspartij en Centrumpartij. Op 14 oktober 2021 trad het kabinet-Støre aan. Støre volgde Erna Solberg op als premier.